# Rudolf Haupt (Maler)
Rudolf Haupt (* 30. August 1908 in Leipzig; † nach 1956) war ein deutscher Autor, Maler und Illustrator.

## Leben
Rudolf Haupt arbeitete unter anderem für den Dr.-Trenkler-Verlag, den Verlag Abel & Müller, den Jugendbuchverlag Ernst Wunderlich, den Urania Verlag und den 1951 zur Mitteldeutschen Druckerei und Verlagsanstalt GmbH zusammengeschlossenen Mitteldeutschen Verlag. Im Deutschen Historischen Museum sind 20 von ihm Anfang der 1940er Jahre gefertigte Zeichnungen und Aquarelle inventarisiert, vor allem Stadtansichten, Kriegsszenen und Karikaturen. Rudolf Haupt verfasste Kinder- und Jugendbücher, arbeitete mit anderen Autoren und Illustratoren zusammen, beispielsweise mit Paul Genrich, Johann Wilhelm Gräf, Lieselotte Finke-Poser und Elisabeth Hering. Rudolf Haupt hat zudem in Sammelbänden und Zeitschriften publiziert, unter anderem in Auerbachs Deutschem Kinder-Kalender, in der Illustrirten Zeitung, Leipzig und in der DDR-Anthologie Urania Universum.
Verschiedentlich werden auf Grund der Namensgleichheit dem hier eingetragenen Autor, Maler und Illustrator Rudolf Haupt auch Schriften anderer Autoren zugeordnet, etwa mit geschichts-, literatur-, musik- und medizinwissenschaftlichen Publikationen.
Haupt war u. a. 1948 mit einem Ölgemälde („Schichtwechsel“)  auf der Leipziger Kunstausstellung vertreten.

## Werke (Auswahl)
- Vor einer alten Stadt. Gemälde (Öl auf Holz), 1937[6]
- Auf dem Berge, summ, summ, summ. Lustige Abzählreime mit Bildern. Dr. Trenkler-Verlag, Leipzig [1938]: Autor und Illustrator
- Farbiges Jugoslawien. In: Illustrirte Zeitung. Nr. 4916, Verlag J. J. Weber, Leipzig 1939: Aquarelle
- Stimmen der Heimat. Märkische Dichtung. Amthorsche Verlagsbuchhandlung, Leipzig [1940]: Illustrator
- Die Hochzeitsreise und andere heitere Geschichten märkischer Dichter. Amthor’sche Verlagsbuchhandlung, Leipzig 1940: Illustrator
- 100 silberne Blechbestecke. Erlebte heitere Geschichten. Amthorsche Verlagsbuchhandlung, Leipzig 1940: Illustrator
- Elfriede – Bekenntnisse einer Liebe. Amthorsche Verlagsbuchhandlung, Leipzig 1940: Illustrator
- Wanderungen mit Goethe. Ein Volksbuch um deutsche Goethestätten. Abel & Müller, Leipzig 1940: Zeichnungen
- Grillparzer-Anekdoten. In: Illustrirte Zeitung. Nr. 4966, Verlag J. J. Weber, Leipzig 1941: Zeichnungen
- Im Hafen von Iraklion auf Kreta. Federzeichnung, aquarelliert (Karton, Tusche, Wasserfarbe), 1942[7]
- Ein Wandbild findet Anklang. Federzeichnung, laviert (Deckfarbe, Karton, Tusche, Wasserfarbe), [1942][8]
- Urlaub. Federzeichnung, aquarelliert (Karton, Tusche, Wasserfarbe), 1943[9]
- Geschütz---. Mischtechnik / Kreide- / Kohlezeichnung, gewischt (Graphitstift / Buntstift / Bleistift?, Karton, Kreide / Kohle), 1943[10]
- Die Schatzhütte. Mitteldeutsche Druckerei und Verlagsanstalt, Halle (Saale) 1949; Online-Ausgabe: Deutsche Nationalbibliothek, Leipzig und Frankfurt am Main 2013: Autor, Einbandgestaltung, Illustrator
- Aus dem Lande der Bären, Wölfe und fliegenden Eichhörnchen. Mitteldeutsche Druckerei und Verlagsanstalt, Halle (Saale) [1950]: Illustrator
- Das kleine Buch von Schlangen, Echsen und Lurchen. Jugendbuchverlag E. Wunderlich, Leipzig 1952: Autor, Umschlaggestaltung
- Die Wunderente und andere Märchen. Jugendbuchverlag Ernst Wunderlich, Leipzig 1954: Zeichnungen
- Drei Lebensretter. Eine Erzählung aus den Tagen Behrings. Jugendbuchverlag E. Wunderlich, Leipzig 1955: Federzeichnungen
- Länder und Meere; Urania Verlag, Leipzig und Jena 1956: Umschlaggestaltung
- Was man von einer Landkarte wissen muss; Urania Verlag, Leipzig und Jena 1956: Einbandgestaltung
- Drei Anekdoten. In: Urania-Universum / Wissenschaft, Technik, Natur, Kultur, Sport, Unterhaltung. Urania Verlag, Leipzig und Jena 1956, Band 2: Zeichnungen
- Ein Vogeljahr. Sechs Tiererzählungen. Jugendbuchverlag Ernst Wunderlich, Leipzig 1956: Federzeichnungen